# كلايس نوردين
كلايس نوردين (بالسويدية: Claes Nordin)‏ هو لاعب كرة الريشة سويدي، ولد في 20 يوليو 1955.